# エアロトレイン (KLIA)
エアロトレイン（英: Aerotrain）は、マレーシアのクアラルンプール国際空港内にある自動案内軌条式旅客輸送システムである。

## 概要
エアロトレインシステムは、1998年に空港と同時に開業し、メイン・ターミナル・ビルとサテライト・ビルAを結んでいる。当システムと臨時運行バス（無料）が、2つのターミナル間の旅客のための輸送手段となっている。
2010年11月1日から2011年3月15日の間は、更新作業のため運休。
この期間中はシャトルバスが運転された。
2023年3月1日に立ち往生事故が発生し、翌2日から運行を休止している。2025年3月末までに運行再開の予定であったが、2025年5月現在も運休中である。しかし、2025年7月1日に運行再開予定｡

## 一般情報

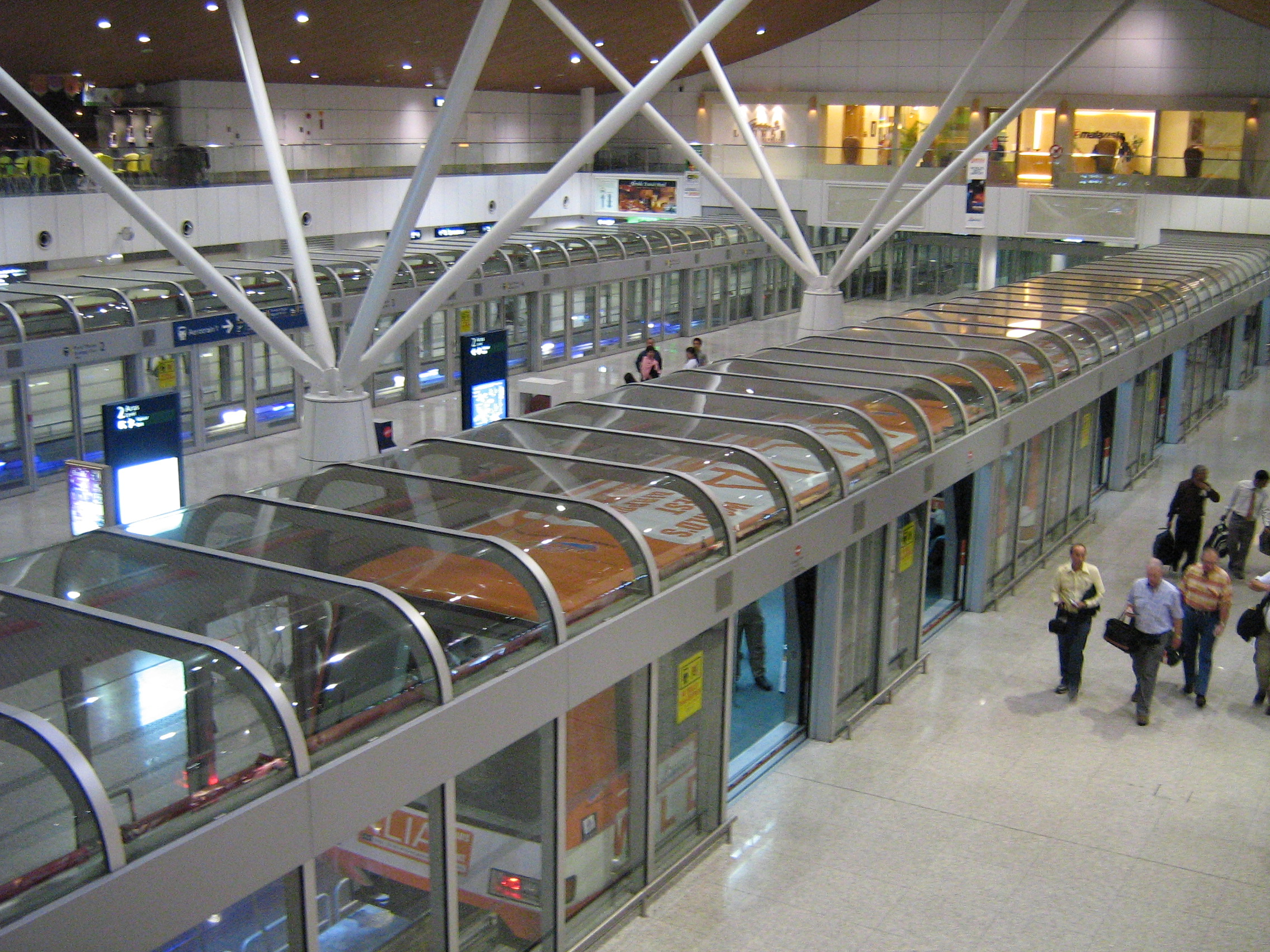
エアロトレインのターミナル

エアロトレインは、完全に自動化され無人運転である。
通常、2つの列車が2つの駅の間を定期的に往復している。
Spanish solutionに従って、列車がプラットホームに到達したときに、降りる乗客のために出口ドアは最初に開き、その後反対側の入口ドアが開く。
列車のトラックの一部が、誘導路を横断するため地下を通っている。
メイン・ターミナル・ビルとサテライト・ターミナルAの間の乗車には約2.5分かかる。
エアロトレインは、同期ダブル・シャトル・モード、オフセット同期ダブル・シャトル・モード、非同期ダブル・シャトル・モード、シングル・シャトル・モード、オンコール・モード、テスト・トレイン・モード、そして最後にサービス・モードからなる、いろいろな運行モードをサポートしている。
エアロトレインには、中央制御システム、車両システム、駅自動列車運転 (ATO) システム、および配電システム (PDS) の4つの主要なサブシステムがある。
列車は、50Hzの3相600V電源で、56km/hの運行速度を有している。
列車の推進システムは、100馬力のDC電動機で構成される。
エアロトレインのメンテナンスは、毎日10:00 - 12:00まで、および0:00 - 5:00までの時間に予定されている。
メンテナンス期間中は、わずか1つの列車が運行のために走行しており、他の車両はメンテナンス作業と安全性チェックを受けている。
メンテナンス期間中に、2.5分ごとから5分ごとに列車の減少が頻発する。

## 鉄道車両
鉄道車両は、アドトランツ（ボンバルディア・トランスポーテーションが買収）が製造している。
1編成につき3両（当初は2両）となる3編成のInnovia APM 100列車から成り、各車両の定員は249人である。
2011年3月15日に、トレイン3として知られている保有車両に新しい列車が増備された。
増備分は、トレイン1またはトレイン2がオーバーホール・プログラムの予定であったとき、エアロトレインシステムの不足分をカバーするために製造された。
トレイン1およびトレイン2の両方が13年間使用されているように、オーバーホール・プログラムが必要となる。